# Musonia surinama
Musonia surinama — вид богомолів з родини Thespidae, поширений у Центральній і Південній Америці від Нікарагуа до Французької Гвіани та Еквадору, а також на Карибських островах.

## Опис
Дрібні богомоли. Довжина тіла самця складає 2,8-3 см, самиці 3-3,5 см. Жовтого, вохристого чи брунатного кольору. На тімені наявна світла смуга. Край передньоспинки має дрібні шипики. Надкрила та крила прозорі.

## Спосіб життя
Богомоли трапляються в траві та на ліанах на відкритих місцях та узліссях тропічного лісу. При наближенні людини часто швидко тікають угору.

## Ареал
Вид поширений у Центральній Америці, на півночі Південної Америки та островах Карибського моря. У Центральній Америці відомий у Нікарагуа, Коста-Риці, Панамі. На Східних Карибських островах виявлений в Антігуа на острові Пелікан, Сент-Мартині, Гренаді, Сент-Вінсенті, а також на півдні: Тринідад і Тобаго, Барбадос. При цьому вид відсутній у центральній частині островів, зокрема на Домініці, Мартиніці та Гваделупі. У Південній Америці знайдений в Колумбії, Еквадорі, Венесуелі, Суринамі, Французькій Гвіані.